# اولیویه گرویار
اولیویه گرویار (به انگلیسی: Olivier Grouillard) (زادهٔ ۲ سپتامبر ۱۹۵۸ در فنوله) رانندهٔ مسابقات فرمول یک اهل فرانسه است. او در سن چهارده سالگی با شرکت در رویدادهایی همچون وولانت الف، شرکت در مسابقات کارتینگ را آغاز کرد. او سپس به مسابقات فرمول رنو راه یافت و پس از آن نیز از سال ۱۹۸۵ تا ۱۹۸۸ در مسابقات اف۳۰۰۰ شرکت کرد و دو بار موفق به کسب مقام اول شد. او در برمینگهام سوپرپریکس نیز شرکت کرد، اما موفق به شروع مسابقه نشد.
گرویار در سال ۱۹۸۹ با پیوستن به تیم لیجیه، وارد مسابقات فرمول یک شد. پس از آن در سال‌های ۱۹۹۰ و ۱۹۹۱ برای تیم اوزلا مسابقه داد که در آن سال‌ها نام آن به فوندمال تغییر کرد. او در آخرین فصل حضور خود در فرمول یک برای تیم تایرل مسابقه داد و در سال ۱۹۹۳، با توجه به عدم دریافت پیشنهاد قرارداد به‌عنوان راننده، این ورزش را ترک کرد.